# Surfe ferroviário

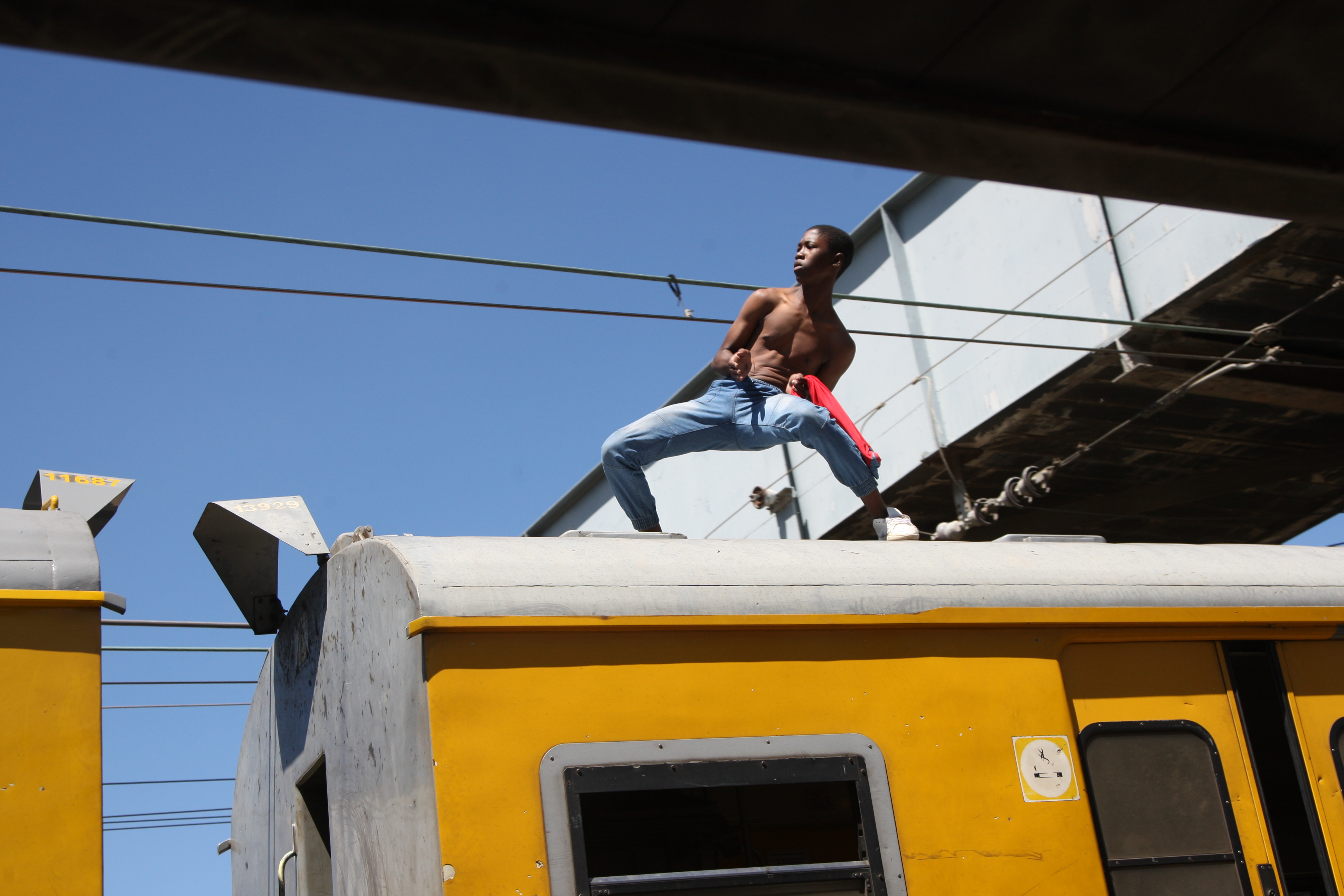
Jovem praticando surfe ferroviário em Soweto (África do Sul)

O surfe ferroviário ou surfe de trem consiste na prática de subir e ficar em cima do teto dos vagões de trens  com os mesmos em movimento. Seja por necessidade ou diversão, a sua prática é arriscada e frequentemente acaba vitimando seus praticantes. Na Indonésia, bolas de concreto foram instaladas em alguns percursos de linhas férreas, a fim de evitar o surfe ferroviário. No Brasil, essa atividade é proibida por lei.
A prática se tornou uma febre no Brasil durante os anos 80 de 90. No início da década de 90 a situação era tão alarmante que o Corpo de Bombeiros do Rio de Janeiro chegou a recolher um corpo mutilado ou eletrocutado por semana. O governo do Rio de Janeiro também criou um departamento de polícia para exclusivamente tratar dos surfistas ferroviários.
O surfe ferroviário nos anos 80 e 90 esteve ligado com as condições dos jovens brasileiros, como o desemprego, evasão escolar e assistência social do Estado, que gerou um sentimento de tédio e depressão entre os jovens. Isso fez com que muitos iniciassem na prática do surfe ferroviário em busca de um sentimento de adrenalina e estilo de vida rebelde.